# Cal Gamell
Cal Gamell és una obra de Matadepera (Vallès Occidental) protegida com a Bé Cultural d'Interès Local.

## Descripció
S'ha considerat ambient els fronts edificats de cases unifamiliars que conserven encara els trets arquitectònics essencials de la primera implantació urbana, l'habitatge rural bastit d'arran de camí.
Les cases estan arrenglerades al carrer i comparteixen les parets mitgeres. Tenen una amplada d'un o dos cossos (uns 4 o 5m cada un), i dues plantes d'alçada, connectades per una escala situada a la meitat de la profunditat de la casa. La façana es caracteritza per una entrada espaiosa, necessària per les tasques agrícoles i unes finestres petites tant la dels baixos com la de la planta pis. A la part del darrere dins la mateixa parcel·la hi havia l'hort. A l'interior de la casa s'hi poden trobar instal·lacions relacionades amb les tasques agrícoles (cups, forn de pa, etc)

## Història
Aquest edifici va ser un dels primers establiments urbans de Matadepera, situant-se al camí ral que anava de Barcelona a Manresa durant el període 1768-1850. L'any 1769 en Narcís Gorina estableix a Francesc Ventayol, també a peu del camí Ral, en un tros de terra on hi construeix l'hostal de Marieta. S'inaugura l'any 1772. Tenia la concessió reial de tabacs, i altres productes. El 1784 construeix les cavallerisses i el pou en els terrenys del davant. Els edificis que formaven l'antic hostal de la Marieta, sembla que no presenten grans modificacions exteriors, tal com podem veure encara en el tram central del carrer Sant Joan. L'habitatge rural entre mitgeres evoluciona, a partir de la segona meitat del segle xix fins a principis del XX, guanya profunditat i alçada malgrat segueix tenint planta baixa i pis. La petita finestra del pis es substitueix per un balcó, la finestra de la planta baixa guanya llargada i s'hi posa una reixa, i l'entrada es fa per un cancell amb portes opaques.